# Fernando Arrabal
Fernando Arrabal (n. 11 august 1932, Melilla, Spania) este scriitor, poet și dramaturg francez de origine spaniolă, reprezentant al teatrului absurdului.
Și-a început cariera literară în anii 1950.

## Romane
- Baal Babylone. (1959)
- L'enterrement de la sardine.
- Fêtes et rites de la confusion. (Le Terrain Vague, 1967)
- El mono.
- La tour prends garde. (Titlul original: "La torre herida por el rayo": Ediciones Destino SA, Madrid 1983)
- La vierge rouge.
- La fille de King-Kong.
- La tueuse du jardin d'hiver.
- Lévitation.
- Porté disparu.
- L'extravagante croisade d'un castrat amoureux.
- Lévitation.
- Champagne pour tous.

## Poezii
- 700 cărți ilustrate de Pablo Picasso, Salvador Dalí, René Magritte, Roland Topor, Dorothée Bouchard și alții
- Humbles Paradis
- Pierre de la Folie

## Teatru
- Arrabal a publicat sute de piese de teatru în 19 volume
- Le Tricycle. (1953)
- Fando et Lis. (1955)
- Pique-nique en campagne. (1959),  "Picknick im Felde" de Otfried Büsing (Picnic pe câmpul de luptă)
- Guernica. (1959)
- La Bicyclette du condamné. (1959)
- Le Grand Cérémonial. (1963)
- L'Architecte et l'Empereur d'Assyrie. (1966)
- La communion solennelle. (1967)
- Les amours impossibles.
- Et ils passèrent des memottes aux fleurs.
- Le Jardin des délices. (1967)
- Le Labyrinthe. (1967)
- L'Aurore rouge et noire. (1968)
- Bestialité érotique. (1968)
- Le Ciel et la Merde. (1972)
- Le Cimetière des voitures. (1959)
- La nuit est aussi un soleil
- Jeunes barbares d'aujourd'hui
- ...Et ils passèrent des menottes aux fleurs
- La tour de Babel
- Inquisition
- Les délices de la chair
- La traversée de l'empire
- Lettre d'amour (comme un supplice chinois)
- „L’Architect et l’Empéreur d'Assyrie“,

## Vezi și
- Listă de dramaturgi francezi
- Listă de regizori spanioli‎‎
- Listă de regizori francezi
- Listă de piese de teatru franceze